# Niederösterreichischer Fussballverband
La Niederösterreichischer Fussballverband è la federazione calcistica dello stato federato austriaco della Bassa Austria. Fondata nel 1911, è la più antica delle 9 federazioni regionali che compongono la ÖFB.
Organizza ogni anno un proprio campionato e una coppa riservati alle squadre affiliate, che sono 519, come nessun'altra federazione regionale austriaca.

## Storia
Risale al 1891 la prima partita disputata sul suolo austriaco, al Kaiser-Franz-Josef-Obergymnasium di Baden bei Wien, per la quale furono utilizzate le Rugby Rules. Negli anni seguenti l'attività si evolse rapidamente: nel 1893 viene tradotto il regolamento, l'anno successivo nasce il primo club, il First Vienna e, nel 1911, viene fondata la Niederösterreichischer Fussballverband, che organizza il primo campionato di calcio in Austria.
Nella stagione 1914-1915 organizza anche la prima edizione della Niederösterreichischen-Cup.
Fino al 1923 la Niederösterreichischer Fussballverband controllava di fatto il campionato nazionale, poiché la città di Vienna era capoluogo della regione, e non era ancora stata costituita in land autonomo. Con la separazione della Wiener Fußball-Verband le squadre viennesi disputarono il campionato professionistico (il primo del continente europeo), e la NÖFV organizzò un torneo minore, a livello regionale e amatoriale.
Dal 1929 al 1937 le squadre campioni si qualificavano per il campionato austriaco di calcio amatoriale. Con l'Anschluss le strutture della NÖFV furono inquadrate in quelle tedesche, fino al 1945. Tra il 1946 e il 1948 il campionato della Bassa Austria funge da secondo livello del calcio nazionale, al di sotto della Staatsliga. Con la nascita della Regionalliga la 1. Niederösterreichische Landesliga diventa il quarto livello del campionato nazionale.

## Struttura dei campionati

### Maschili

#### 1. NÖN-Landesliga
Il massimo campionato regionale è composto da un girone unico di 16 squadre, la vincente è promossa in Regionalliga Ost, retrocesse le ultime due.

#### 2. Landesliga
Suddivisa in due gironi (West e Ost) da 15 squadre ciascuno, le vincenti sono promosse nella categoria superiore, retrocessa l'ultima classificata di ciascun gruppo.

#### Gebietsliga
Suddivisa in quattro gironi da 14 squadre ciascuno. Ottiene la promozione la squadra vincitrice del rispettivo raggruppamento, retrocede l'ultima classificata.

#### 1. Klasse
Suddivisa in otto gironi, di cui sei da 14 e due da 16 squadre l'uno; promosse le vincitrici e retrocesse le ultime due classificate di ciascun gruppo.

#### 2. Klasse
Suddivisa in 18 gironi, con un numero di squadre variabile da 16 a 11 (con prevalenza di gironi a 14 squadre), dovuto al rispetto di criteri di vicinorietà.

#### 3. Klasse
Il livello più basso della NÖFV è suddiviso in due gironi, che per la stagione 2008-2009 sono l'uno di 12 e l'altro di 11 squadre.

### Femminile

#### NÖN Frauenliga
Girone unico di 9 squadre. La vincitrice accede agli spareggi per la promozione in Frauen 2. Liga.

#### Frauen Gebietsliga
La categoria si compone di quattro gironi da 12, 9, 8 e 10 squadre ciascuno. Le vincitrici spareggiano per la promozione in Frauenliga.

## Albo d'oro

### Campionato
- 1922-1923  Wr. Neustädter
- 1923-1924  Wr. Neustädter
- 1924-1925  Wr. Neustädter
- 1925-1926  Wr. Neustädter
- 1926-1927  SC St. Pölten
- 1927-1928  Korneuburger
- 1928-1929  Mödling
- 1929-1930  Kremser SC
- 1930-1931  Kremser SC
- 1931-1932  Badener
- 1932-1933  Kremser SC
- 1933-1934  SC St. Pölten
- 1934-1935  Badener
- 1935-1936  Wr. Neustädter
- 1936-1937  Wr. Neustädter
- 1937-1938  Wacker Wr. Neustatd
- 1938-1939  Neunkirchen
- 1939-1940  Neunkirchen
- 1940-1941  Neunkirchen
- 1941-1942  Feinstahlwerke Traisen
- 1942-1943  LSV Markersdorf
- 1943-1944  LSV Markersdorf
- 1944-1945 non disputato
- 1945-1946  Wr. Neustädter
- 1946-1947  Harland
- 1947-1948  Mödling
- 1948-1949  Gloggnitz
- 1949-1950  Wr. Neustädter
- 1950-1951  Ternitz
- 1952-1952  Siebenhirten
- 1952-1953  Ortmann

- 1953-1954  Kremser SC
- 1954-1955  Harland
- 1955-1956  Ortmann
- 1956-1957  Hainburg
- 1957-1958  Ortmann
- 1958-1959  VSE St. Pölten
- 1959-1960  Ternitz
- 1960-1961  Gloggnitz
- 1961-1962  Ternitz
- 1962-1963  Günselsdorf
- 1963-1964  Marchegg
- 1964-1965  Tulln
- 1965-1966  Badener
- 1966-1967  Glasfabrik Brunn
- 1967-1968  Semperit Traiskirchen
- 1968-1969  Enzesfeld-Hirtenberg
- 1969-1970  Stockerau
- 1970-1971  Admira Wr. Neustadt
- 1971-1972  Badener
- 1972-1973  Eggendorf
- 1973-1974  Kremser SC
- 1974-1975  Böhlerwerk
- 1975-1976  Waidhofen/Ybbs
- 1976-1977  Glasfabrik Brunn
- 1977-1978  Laa/Thaya
- 1978-1979  Untersiebenbrunn
- 1979-1980  Orthuber Neunkirchen
- 1980-1981  Stockerau
- 1981-1982  Badener
- 1982-1983  Kremser SC
- 1983-1984  Eichgraben/Gablitz

- 1984-1985  Mödling
- 1985-1986  Stockerau
- 1986-1987  Wiener Neudorfer
- 1987-1988  Bruck/Leitha
- 1988-1989  Ybbs
- 1989-1990  Gmünd
- 1990-1991  Horn
- 1991-1992  Hohenau
- 1992-1993  Waidhofen/Ybbs
- 1993-1994  Himberg
- 1994-1995  Kottingbrunn
- 1995-1996  Untersiebenbrunn
- 1996-1997  Würmla
- 1997-1998  Horn
- 1998-1999  Zwettl
- 1999-2000  Humdsheim
- 2000-2001  Kremser SC
- 2001-2002  St. Pölten
- 2002-2003  Admira Wacker Mödling Amateure
- 2003-2004  Würmla
- 2004-2005  Zwettl
- 2005-2006  Schwadorf
- 2006-2007  Horn
- 2007-2008  Amstetten
- 2008-2009  Gaflenz
- 2009-2010  Sollenau
- 2010-2011  Amstetten

### Coppa
- 1926-1927  Vorwärts Krems
- 1928-1930 non disputata
- 1930-1931  Tulln
- 1931-1932  Badener
- 1932-1933  Tulln
- 1933-1934  Tulln
- 1934-1935 non disputata
- 1935-1936  Kremser SC
- 1936-1937  Hohenau
- 1937-1938 non disputata
- 1938-1939  Hohenau
- 1939-1940 non disputata
- 1940-1941  Neunkirchen
- 1942-1945 non disputata
- 1945-1946  Badener
- 1946-1947  Siebenhirten
- 1947-1948  Gloggnitz
- 1948-1949  Siebenhirten
- 1949-1950  Hohenau
- 1950-1951  Ortmann
- 1952-1970 non disputata
- 1970-1971  Admira Wr. Neustadt
- 1971-1972  Ortmann
- 1972-1973  Stockerau
- 1973-1974  Böhlerwerk
- 1974-1975  Waidhofen/Thaya
- 1975-1983 non disputata
- 1983-1984  Zwettl
- 1984-1985  Öd/Zeillern
- 1985-1986  Eichgraben

- 1986-1987  Blindenmarkt
- 1987-1988  Öd/Zeillern
- 1988-1989  Horn
- 1989-1990  Gottsdorf-Marbach-Persenbeug
- 1990-1991  Atzenbrugg-Heiligeneich
- 1991-1992  Oberndorf
- 1992-1993  Kottingbrunn
- 1993-1994  Vösendorf
- 1994-1995  Oberndorf
- 1995-1996  Maria Anzbach
- 1996-1997  Oberndorf
- 1997-1998  Sturm 1919 St. Pölten
- 1998-1999  Hundsheim
- 1999-2000  Hofstetten
- 2000-2001  Enzersfeld/Wien
- 2001-2002  Theresienfeld
- 2002-2003  Schwadorf
- 2003-2004  Haitzendorf
- 2004-2005  Sollenau
- 2005-2006  Ober-Grafendorf
- 2006-2007  Absdorf
- 2007-2008 non disputata
- 2008-2009  Gaflenz
- 2009-2010  St. Pölten Amateure
- 2010-2011  Brunn am Gebirge